# Paul Hardouin
 (juin 2025).
Pour les articles homonymes, voir Hardouin.
Paul Aimé Élie Hardoüin, né le 11 avril 1874 à Rennes et mort le 19 novembre 1956 dans la même ville, est un chirurgien et professeur de médecine français.
Chirurgien consultant du XIe Corps d'armée pendant la Première Guerre mondiale, il est fait prisonnier par les Allemands en 1918 et rédige un rapport détaillé sur sa captivité qui constitue un témoignage historique de référence sur le service de santé allemand. Chevalier de la Légion d'honneur à titre militaire en 1919, il devient titulaire de la chaire de clinique chirurgicale à la faculté de médecine de Rennes en 1931,.

## Biographie

### Jeunesse et formation
Paul Hardoüin naît le 11 avril 1874 au 26 quai Saint-Yves à Rennes, fils d'Abel Hardoüin (1840-1923) et d'Élise Coursier (1846-1917). Il fait ses études supérieures à l'École de médecine de Rennes et devient interne des hôpitaux en 1901, puis chef de clinique.

### Carrière médicale avant-guerre
Paul Hardoüin exerce comme chirurgien à la clinique Saint-Yves de Rennes et devient chirurgien suppléant à l'Hôtel-Dieu quand survient la guerre. Il développe une expertise reconnue en chirurgie.

### Première Guerre mondiale

#### Mobilisation et capture
Mobilisé comme médecin-major de 2e classe (grade de capitaine), Paul Hardoüin est nommé chirurgien consultant du XIe Corps d'armée. Bien que chargé de famille nombreuse, il rejoint le front. Le 27 mai 1918, lors de la 3e bataille de l'Aisne, il est fait prisonnier avec son ambulance 12/20 au poste chirurgical avancé de Beaurieux dans l'Aisne.

#### Captivité et service médical
Contrairement aux conventions internationales, Paul Hardoüin est maintenu sur le front allemand pendant six semaines pour soigner les blessés français tombés aux mains de l'ennemi. Il exerce d'abord à Beaurieux jusqu'au 13 juin 1918, puis à Saint-Gilles jusqu'au 8 juillet. 
À Saint-Gilles, il trouve environ 200 blessés français dans un état sanitaire déplorable. Avec son équipe composée notamment de l'aide-major Boulet, de l'aide-major Mariani, de l'aide-major Cazals (pharmacien), de l'officier d'administration Long, et des infirmières Madame Legrix et Mademoiselle Dupuy, il parvient à réorganiser les soins. Il met au point une technique d'immobilisation des fractures du fémur par extension sur attelle de Thomas et plâtre, obtenant d'excellents résultats avec une mortalité inférieure à 10 %.

#### Internement en Allemagne
Transféré en Allemagne le 8 juillet 1918, il est interné successivement dans les camps de Hirson, Rastatt, Osnabrück et Heidelberg avant d'être rapatrié par la Suisse le 7 novembre 1918, à la veille de l'Armistice.

### Témoignage historique
Paul Hardoüin rédige un rapport détaillé sur sa captivité à la demande du sous-secrétariat d'État du Service de santé. Ce document analyse le fonctionnement défaillant du service de santé allemand et témoigne des conditions de détention des prisonniers de guerre. Il y dénonce notamment l'ignorance de la chirurgie de guerre moderne par les médecins allemands, l'absence de techniques comme la suture primitive, l'insuffisance des moyens d'immobilisation des fractures, et le manque d'organisation sanitaire générale.

### Après-guerre
De retour à Rennes, Paul Hardoüin poursuit son service à l'hôpital complémentaire n°114 de Rennes jusqu'à sa démobilisation. Il est fait chevalier de la Légion d'honneur à titre militaire le 6 juillet 1919. Il devient chef de service à l'Hôtel-Dieu de Rennes en 1925, puis est nommé titulaire de la chaire de clinique chirurgicale à la faculté de médecine en 1931. Il devient professeur honoraire en 1941.

## Travaux et publications

### Œuvres historiques
Paul Hardoüin se consacre également à des recherches sur l'histoire de la médecine et de la chirurgie à Rennes :
- La Marmite des Pauvres et la Fondation des Sœurs de la Charité à Rennes, dans Bulletin et mémoires de la Société archéologique du département d'Ille-et-Vilaine, vol. 70, 1956, p. 41-77
- Diverses études sur l'histoire des locaux de chirurgie à Rennes et les routes d'Ille-et-Vilaine à la période révolutionnaire

### Reconnaissance académique
Ses travaux sur l'histoire médicale rennaise constituent une source précieuse pour l'étude de l'évolution de la chirurgie dans l'ouest de la France. Une thèse de doctorat lui a été consacrée en 1957 par Mme Pichevin-Chatelin : Contribution à l'étude de la chirurgie dans l'Ouest de la France au XVIIIe siècle et principalement à Rennes d'après les travaux du Dr Hardoüin, thèse de Rennes, n° 15, 173 pages.

## Vie privée
Paul Hardoüin épouse le 25 mai 1909 au château de Kerezelec à Tréflévénez (Finistère) Émilie de l'Estang du Rusquec, comtesse du Rusquec (1879-1961). Le couple a sept enfants : Jean (1910-2003), Marguerite (1911-1967), Jacques (1913-1995), Guyonne (1914-1919), Odile (1916-2005), Agnès (1920-1999) et Paul (1922-1984). 

## Distinctions
- Chevalier de la Légion d'honneur à titre militaire (6 juillet 1919)

## Hommages et postérité
Paul Hardoüin a été président de la Société archéologique d'Ille-et-Vilaine de 1950 à 1952 et titulaire de la croix de guerre de 1914.
Ses travaux sur l'histoire médicale rennaise et son témoignage sur la Première Guerre mondiale sont conservés et constituent une référence pour l'étude de l'évolution de la chirurgie dans l'ouest de la France et l'histoire du service de santé allemand pendant le conflit.